# 恩賜大學
恩賜大學，又名魅力大學（英語：Charisma University，縮寫 CU）是於2011年在英國海外領土特克斯和凱科斯群島（TCI）正式註冊及成立之大學。恩賜大學是一家非營利性機構 ，並得到特克斯和凱科斯群島教育部  的認可，提供本科，研究生學位及證書課程。恩賜大學於2023年7月符合及獲得美國蒙大拿州教育機構授予高等教育學位的規定，恩賜大學在蒙大拿州成立了大學分部及提供美國高等教育學位課程。
恩賜大學是美國教育理事會 (ACE)  的機構成員，對成人學習者俱有歷史性承諾。恩賜大學致力於提供靈活，按需要和創新的在線和校園教育，讓成年學生可靈活地安排在課程學習和其他課程外的職責及工作。
高級研究與創新中心 (CARI)  是在恩賜大學的主持下成立的一個獨立組織。 該中心為人文，社會科學和技術學科的各個領域的高級研究提供了支援及便利。CARI成立目的是與區內外的學術，研究，培訓機構和智囊團組織，建立聯繫和促進交流。

## 大學認證
恩賜大學獲得美國商學院課程認證委員會（ACBSP）認證 。 ACBSP 是一個全球性認證機構，包括副學士，學士學位，碩士學位和博士學位的商務，會計和與商務相關的課程，恩賜大學承諾提供靈活，按需要，與創新的在線及校園教育，及利用普及之教育技術和技巧提供教學。 ACBSP是美國高等教育認證委員會（CHEA）認可之認證機構。
恩賜大學是加勒比地區第一家獲得ACBSP認證的私立大學，也是僅有的兩所獲ACBSP在區內認證大學之一。
德國認證和質量保證協會（ACQUIN）之認證委員會向恩賜大學授予大學系統認證。根據規定，系統認證是大學的內部質量保證體系。而德國認證和質量保證協會（ACQUIN）是由德國認證委員會認受之認證機構。 恩賜大學也是公告為聯合國教育，科學及文化組織（聯合國教科文組織）及國際大學協會之認可大學。

## 大學學院
恩賜大學在其學院提供40多個學位和三個研究生證書課程，恩賜大學目前共六所學院：
- 商學院
- 教育學院
- 法學院
- 哲學與宗教學院
- 心理與行為科學學院
- 醫療衛生科學學院

## 外部連結
- 官方網站

英国大学列表